# Мелания Младшая
Мела́ния Мла́дшая (также: Римская, Римляныня) (Рим, 383 — Иерусалим, 31 декабря 439) — христианская святая, жившая в эпоху императора Флавия Гонория Августа. Внучка по отцу Мелании Старшей. Подруга Аврелия Августина и Иеронима Стридонского.
В православной церкви её память совершается 31 декабря (13 января), в католической церкви 31 декабря. В традициях щедрования на Украине среди маскарадных персонажей есть Меланка (юноша, переодетый девушкой).

## Житие
Дочь сенатора Валерия Публиколы (происходящего из древнеримского патрицианского рода Валериев), имевшего владения в Риме, на Сицилии, в Испании, Галлии, Аквитании, Бретани и в Северной Африке. Мать — Цеиония Альбина принадлежала к роду Цеиониев. К христианству Меланию привела бабушка, мать Валерия Публиколы — Мелания, которая после преждевременной смерти мужа дала обет целомудрия, раздала свои богатства бедным и вела аскетический образ жизни в Иерусалиме, где основала женский монастырь.
Отец, который видел в дочери наследницу и продолжательницу рода, против воли Мелании в 14 лет выдал её замуж за знатного юношу Апиниана. С самого начала совместной жизни святая умоляла супруга жить с ней в непорочности. Но под давлением родителей он настоял на рождении двух детей для продолжения рода. Девочка умерла через несколько лет после родов, а мальчик умер сразу после родов. Мелания заболевает, и, видя её страдания, Апиниан даёт обет целомудрия в случае её выздоровления. Мелания выздоравливает, и Апиниан исполняет обет, к великому сожалению Публиколы. Однако спустя несколько лет, на смертном одре, он просит у неё прощения за препятствия в целомудрии, просит молиться за него и оставляет ей в наследство все свои владения.
В 406—408 гг. Мелания и Апиниан решаются продать все свои владения в Италии, чтобы помочь нуждающимся и переехать в Северную Африку. Родственники плохо приняли это решение, в особенности брат Апиниана, который всячески пытался воспрепятствовать этому, подавая иски в трибуналы.
Мелания, чтобы обеспечить надлежащую продажу имущества, попросила помощи тёщи императора Гонория, Серены, которую из-за этого впоследствии казнил Сенат, назвав её предательницей Рима. Действительно, эта продажа имущества была настолько огромной, что дестабилизировала экономику Западной Римской империи в критический момент, когда существовала острая необходимость в денежных ресурсах для финансирования армии для борьбы с готами Алариха.
На деньги, вырученные от продажи имущества, Мелания помогла многим бедным, больным, заключенным, многие рабы были освобождены. Много средств было направлено на помощь церквей и монастырей, в частности в Палестине, Сирии и Египте.
Во время вторжения Алариха, в 410, Мелания, Апиниан, Альбина и бабушка Мелания убегают в Северную Африку и поселяются в своем имении в Тагасте (Нумидия), где они знакомятся с Аврелием Августином, с которым у них завязалась крепкая дружба. Мелания основала в Тагасте 2 монастыря. Вся её жизнь была посвящена молитве, посту, помощи бедным и больным.
В 417 Мелания переезжает в Палестину вместе с мужем и матерью. В Иерусалиме, где она прожила двадцать два года, она продолжила заниматься благотворительностью и помощью бедным, продав свои имения в Испании. Основала большой монастырь близ горы Елеонской. Здесь она знакомится с Иеронимом Стридонским, становится его верной подругой и помощницей. Навещает отцов-пустынников, поражаясь простотой их аскетичной жизни.
В декабре 439 года, предчувствуя скорую смерть, Мелания едет в Вифлеем, чтобы принять участие в Рождественской службе. 31 декабря Мелания спокойно умирает, произнеся перед смертью слова: «Как угодно было Господу, так и сделалось» (Иов. 1:21).

## Мощи
В Иерусалиме, недалеко от храма Гроба Господня, есть пещера преподобной Мелании, где она подвизалась во время жизни. Она находится под небольшим монастырём Великая Панагия, одним из древнейших монастырей Иерусалима. Какое-то время здесь находились и её мощи, которые впоследствии были увезены крестоносцами в Венецию.
Сегодня мощи святой Мелании пребывают в Италии в Риме, в церкви Санто-Стефано-Ротондо.